# 新潟県第1区
新潟県第1区（にいがたけんだい1く）は、日本の衆議院議員総選挙における選挙区。1994年（平成6年）の公職選挙法改正で設置（2002年（平成14年）に一部区割りの見直しが行われた）。

## 区域

### 現在の区域
2022年（令和4年）公職選挙法改正以降の区域は以下のとおりである。佐渡市が2区から編入されたほか、新潟市内では区の分割が解消された。
- 新潟市
  - 東区
  - 中央区
  - 江南区
- 佐渡市

### 2002年から2022年までの区域

衆議院議員小選挙区の新潟県における2022年までの区割り

2013年（平成25年）公職選挙法改正から2022年の小選挙区改定までの区域は以下のとおりである。
- 新潟市
  - 北区（旧新潟市域）
    - 本庁管内の細山
    - 北出張所管内（すみれ野4丁目を除く）

  - 東区（旧新潟市域）
    - 本庁管内
    - 石山出張所管内（亀田中島4丁目を除く）

  - 中央区（旧新潟市域）
    - 本庁管内
    - 東出張所管内
    - 南出張所管内（鵜ノ子、亀田早通を除く）

  - 江南区（旧新潟市域）
    - 本庁管内の天野、天野1〜3丁目、粟山、姥ケ山、江口、大淵、祖父興野、嘉木、嘉瀬、上和田、北山、久蔵興野、蔵岡、酒屋町、笹山、三百地、鐘木、清五郎、曽川、楚川、曽野木1・2丁目、太右エ門新田、俵柳、直り山、長潟、中野山、鍋潟新田、西野、西山、花ノ牧、平賀、細山、舞潟、松山、丸潟新田、丸山、丸山ノ内善之丞組、茗荷谷、山二ツ、両川1・2丁目、和田、割野

  - 南区（旧新潟市域：ただし有権者はいない）
    - 本庁管内の天野

  - 西区（旧新潟市・黒埼町域）
    - 本庁管内
    - 黒埼出張所管内
    - 西出張所管内（四ツ郷屋、與兵衛野新田を除く）

新潟市は2005年に周辺14市町村を編入合併し、2007年春に政令指定都市へ移行したが、第1区はこの時の編入市域を除く旧市域がエリアとなる。
2002年（平成14年）の区割り変更により、2区だった旧西蒲原郡黒埼町の区域が1区に編入したが、法律上での自治体名に変更がなかった。
- 新潟市

### 2002年以前の区域
1994年（平成6年）公職選挙法改正から2013年の小選挙区改定までの区域は以下のとおりである。
- 新潟市

## 歴史
新潟市の市街地が中心の選挙区で、新潟県下の選挙区で面積は最も小さい。公職選挙法改正前は旧新潟1区に属していた。かつては自由民主党の地盤であったが、新潟市を拠点とし「田中角栄の金庫番」の異名を取った小沢辰男の自民党離党後は流動的な情勢となっている。
1996年の第41回衆議院議員総選挙では旧1区時代から12選中の重鎮小沢辰男（新進党）の動向が注目されたが小選挙区には出馬せずに比例単独に回った。一方で自民党は第40回衆議院議員総選挙で無所属で出馬し次点落選していた吉田六左ェ門を公認候補とし、吉田が日本社会党を離党し無所属で臨んだ関山信之との競り合いを制して初当選した。続く2000年の第42回衆議院議員総選挙でも吉田が民主党入りした関山に比例復活を許さず勝利した。
民由合併後の2003年の第43回衆議院議員総選挙では民主党の新人西村智奈美が当選し、吉田は完全落選に追い込まれた。2005年の第44回衆議院議員総選挙でも西村が当選し、吉田は比例復活で国政に復帰したが、2009年の第45回衆議院議員総選挙では西村が圧勝し、吉田は再び議席を失った。
しかし、2012年の第46回衆議院議員総選挙では自民党新人の石崎徹が1万8000票差以上の大差を付けて当選し、西村は比例復活もできずに落選した。この結果、民主党は県内6小選挙区での議席をすべて失った。2014年の第47回衆議院議員総選挙でも石崎が当選したが、西村も8,083票差に留めて比例復活。国政に復帰した。
2017年の第48回衆議院議員総選挙では立憲民主党入りした西村に日本共産党・社会民主党・自由党新潟県連が相乗りして推薦を取り付け、野党統一候補となった西村が3期ぶりに小選挙区で当選し、敗れた石崎は比例復活に回った。
2021年の第49回衆議院議員総選挙では立憲民主党の西村と日本維新の会からの公認を受けた石崎に加え自由民主党公認で前参議院議員の塚田一郎も立候補し三つ巴の対決となったが、西村が小選挙区で当選し、塚田は比例復活に回った一方、石崎は得票率が10％を下回り供託金を没収され比例復活もできなかった。西村は同年12月に立憲民主党の幹事長に就任した。
2024年の第50回衆議院議員総選挙では西村が小選挙区で当選し、塚田は比例でも落選、石崎も再び得票率が10％を下回り供託金没収の上で落選となった。

## 小選挙区選出議員
| 選挙名                 | 年     | 当選者       | 党派       |
| ---------------------- | ------ | ------------ | ---------- |
| 第41回衆議院議員総選挙 | 1996年 | 吉田六左ェ門 | 自由民主党 |
| 第42回衆議院議員総選挙 | 2000年 | 吉田六左ェ門 | 自由民主党 |
| 第43回衆議院議員総選挙 | 2003年 | 西村智奈美   | 民主党     |
| 第44回衆議院議員総選挙 | 2005年 | 西村智奈美   | 民主党     |
| 第45回衆議院議員総選挙 | 2009年 | 西村智奈美   | 民主党     |
| 第46回衆議院議員総選挙 | 2012年 | 石崎徹       | 自由民主党 |
| 第47回衆議院議員総選挙 | 2014年 | 石崎徹       | 自由民主党 |
| 第48回衆議院議員総選挙 | 2017年 | 西村智奈美   | 立憲民主党 |
| 第49回衆議院議員総選挙 | 2021年 | 西村智奈美   | 立憲民主党 |
| 第50回衆議院議員総選挙 | 2024年 | 西村智奈美   | 立憲民主党 |

## 選挙結果
時の内閣：第1次石破内閣 解散日：2024年10月9日 公示日：2024年10月15日
当日有権者数：35万9225人 最終投票率：53.99% （全国投票率：53.85%（2.08%））
| 当落 | 候補者名   | 年齢 | 所属党派     | 新旧 | 得票数   | 得票率 | 惜敗率 | 推薦・支持               | 重複 |
| ---- | ---------- | ---- | ------------ | ---- | -------- | ------ | ------ | ------------------------ | ---- |
| 当   | 西村智奈美 | 57   | 立憲民主党   | 前   | 99,487票 | 52.73% | ――     | 社会民主党新潟県連合推薦 | ○    |
|      | 塚田一郎   | 60   | 自由民主党   | 前   | 61,025票 | 32.35% | 61.34% | 公明党推薦               | ○    |
|      | 石崎徹     | 40   | 日本維新の会 | 元   | 17,299票 | 9.17%  | 17.39% |                          | ○    |
|      | 中村岳夫   | 49   | 日本共産党   | 新   | 10,845票 | 5.75%  | 10.90% |                          |      |

時の内閣：第1次岸田内閣 解散日：2021年10月14日 公示日：2021年10月19日
当日有権者数：43万4016人 最終投票率：57.25%（前回比：1.11%） （全国投票率：55.93%（2.25%））
| 当落 | 候補者名   | 年齢 | 所属党派     | 新旧 | 得票数    | 得票率 | 惜敗率 | 推薦・支持               | 重複 |
| ---- | ---------- | ---- | ------------ | ---- | --------- | ------ | ------ | ------------------------ | ---- |
| 当   | 西村智奈美 | 54   | 立憲民主党   | 前   | 127,365票 | 52.57% | ――     | 社会民主党新潟県連合推薦 | ○    |
| 比当 | 塚田一郎   | 57   | 自由民主党   | 新   | 96,591票  | 39.87% | 75.84% | 公明党推薦               | ○    |
|      | 石崎徹     | 37   | 日本維新の会 | 元   | 18,333票  | 7.57%  | 14.39% |                          | ○    |

時の内閣：第3次安倍第3次改造内閣 解散日：2017年9月28日 公示日：2017年10月10日
当日有権者数：43万8808人 最終投票率：56.14%（前回比：9.17%） （全国投票率：53.68%（1.02%））
| 当落 | 候補者名   | 年齢 | 所属党派   | 新旧 | 得票数    | 得票率 | 惜敗率 | 推薦・支持                                 | 重複 |
| ---- | ---------- | ---- | ---------- | ---- | --------- | ------ | ------ | ------------------------------------------ | ---- |
| 当   | 西村智奈美 | 50   | 立憲民主党 | 前   | 128,045票 | 53.11% | ――     | 日本共産党・社会民主党・自由党新潟県連推薦 | ○    |
| 比当 | 石崎徹     | 33   | 自由民主党 | 前   | 113,045票 | 46.89% | 88.29% | 公明党推薦                                 | ○    |

- 2021年9月、石崎は日本維新の会からの第49回衆議院議員総選挙への出馬を理由に議員辞職。

時の内閣：第2次安倍改造内閣 解散日：2014年11月21日 公示日：2014年12月2日
当日有権者数：43万46人 最終投票率：46.97%（前回比：6.23%） （全国投票率：52.66%（6.66%））
| 当落 | 候補者名   | 年齢 | 所属党派   | 新旧 | 得票数   | 得票率 | 惜敗率 | 推薦・支持 | 重複 |
| ---- | ---------- | ---- | ---------- | ---- | -------- | ------ | ------ | ---------- | ---- |
| 当   | 石崎徹     | 30   | 自由民主党 | 前   | 92,656票 | 46.97% | ――     | 公明党推薦 | ○    |
| 比当 | 西村智奈美 | 47   | 民主党     | 元   | 84,573票 | 42.87% | 91.28% |            | ○    |
|      | 町田明広   | 49   | 日本共産党 | 新   | 20,037票 | 10.16% | 21.63% |            |      |

時の内閣：野田第3次改造内閣 解散日：2012年11月16日 公示日：2012年12月4日
当日有権者数：42万8456人 最終投票率：53.20%（前回比：14.28%） （全国投票率：59.32%（9.96%））
| 当落 | 候補者名   | 年齢 | 所属党派     | 新旧 | 得票数   | 得票率 | 惜敗率 | 推薦・支持 | 重複 |
| ---- | ---------- | ---- | ------------ | ---- | -------- | ------ | ------ | ---------- | ---- |
| 当   | 石崎徹     | 28   | 自由民主党   | 新   | 97,010票 | 44.07% | ――     | 公明党     | ○    |
|      | 西村智奈美 | 45   | 民主党       | 前   | 78,283票 | 35.56% | 80.70% | 国民新党   | ○    |
|      | 内山航     | 31   | 日本未来の党 | 新   | 27,749票 | 12.61% | 28.60% |            | ○    |
|      | 武田勝利   | 48   | 日本共産党   | 新   | 17,071票 | 7.76%  | 17.60% |            |      |

時の内閣：麻生内閣 解散日：2009年7月21日 公示日：2009年8月18日
当日有権者数：42万5456人 最終投票率：67.48%（前回比：0.86%） （全国投票率：69.28%（1.77%））
| 当落 | 候補者名     | 年齢 | 所属党派   | 新旧 | 得票数    | 得票率 | 惜敗率 | 推薦・支持 | 重複 |
| ---- | ------------ | ---- | ---------- | ---- | --------- | ------ | ------ | ---------- | ---- |
| 当   | 西村智奈美   | 42   | 民主党     | 前   | 169,389票 | 60.15% | ――     |            | ○    |
|      | 吉田六左ェ門 | 69   | 自由民主党 | 前   | 90,626票  | 32.18% | 53.50% | 公明党     | ○    |
|      | 武田勝利     | 45   | 日本共産党 | 新   | 17,919票  | 6.36%  | 10.58% |            |      |
|      | 松本弘司     | 49   | 幸福実現党 | 新   | 3,690票   | 1.31%  | 2.18%  |            |      |

時の内閣：第2次小泉改造内閣 解散日：2005年8月8日 公示日：2005年8月30日
当日有権者数：42万1723人 最終投票率：66.62%（前回比：9.60%） （全国投票率：67.51%（7.65%））
| 当落 | 候補者名     | 年齢 | 所属党派   | 新旧 | 得票数    | 得票率 | 惜敗率 | 推薦・支持 | 重複 |
| ---- | ------------ | ---- | ---------- | ---- | --------- | ------ | ------ | ---------- | ---- |
| 当   | 西村智奈美   | 38   | 民主党     | 前   | 136,391票 | 49.67% | ――     |            | ○    |
| 比当 | 吉田六左ェ門 | 65   | 自由民主党 | 元   | 117,652票 | 42.85% | 86.26% |            | ○    |
|      | 川俣幸雄     | 50   | 日本共産党 | 新   | 20,541票  | 7.48%  | 15.06% |            |      |

時の内閣：第1次小泉第2次改造内閣 解散日：2003年10月10日 公示日：2003年10月28日
当日有権者数：41万8701人 最終投票率：57.02%（前回比：3.37%） （全国投票率：59.86%（2.63%））
| 当落 | 候補者名     | 年齢 | 所属党派   | 新旧 | 得票数    | 得票率 | 惜敗率 | 推薦・支持 | 重複 |
| ---- | ------------ | ---- | ---------- | ---- | --------- | ------ | ------ | ---------- | ---- |
| 当   | 西村智奈美   | 36   | 民主党     | 新   | 119,297票 | 51.08% | ――     |            | ○    |
|      | 吉田六左ェ門 | 63   | 自由民主党 | 前   | 96,107票  | 41.15% | 80.56% |            | ○    |
|      | 川俣幸雄     | 48   | 日本共産党 | 新   | 18,134票  | 7.76%  | 15.20% |            |      |

時の内閣：第1次森内閣 解散日：2000年6月2日 公示日：2000年6月13日 最終投票率：60.39% （全国投票率：62.49%（2.84%））
| 当落 | 候補者名     | 年齢 | 所属党派   | 新旧 | 得票数   | 得票率 | 惜敗率 | 推薦・支持 | 重複 |
| ---- | ------------ | ---- | ---------- | ---- | -------- | ------ | ------ | ---------- | ---- |
| 当   | 吉田六左ェ門 | 60   | 自由民主党 | 前   | 98,952票 | 43.16% | ――     |            | ○    |
|      | 関山信之     | 66   | 民主党     | 元   | 80,544票 | 35.13% | 81.40% |            | ○    |
|      | 岩崎駿介     | 63   | 社会民主党 | 新   | 26,215票 | 11.43% | 26.49% |            | ○    |
|      | 川俣幸雄     | 45   | 日本共産党 | 新   | 23,581票 | 10.28% | 23.83% |            |      |

時の内閣：第1次橋本内閣 解散日：1996年9月27日 公示日：1996年10月8日 （全国投票率：59.65%（8.11%））
| 当落 | 候補者名     | 年齢 | 所属党派         | 新旧 | 得票数   | 得票率 | 惜敗率 | 推薦・支持     | 重複 |
| ---- | ------------ | ---- | ---------------- | ---- | -------- | ------ | ------ | -------------- | ---- |
| 当   | 吉田六左ェ門 | 56   | 自由民主党       | 新   | 87,887票 | 42.66% | ――     |                | ○    |
|      | 関山信之     | 62   | 無所属           | 前   | 81,037票 | 39.34% | 92.21% | 新進党・民主党 | ×    |
|      | 川俣幸雄     | 41   | 日本共産党       | 新   | 22,366票 | 10.86% | 25.45% |                |      |
|      | 中山均       | 37   | 市民新党にいがた | 新   | 14,725票 | 7.15%  | 16.75% |                |      |